# Negley
Negley ist eine Siedlung und Census-designated place (CDP) in Columbiana County im US-Bundesstaat Ohio. Die Volkszählung von 2020 erfasste 274 Einwohner. Der CDP wurde im Jahr 2010 vom Census definiert. Der Ort an sich ist älter, das Postamt wurde 1883 eröffnet. Der Bahnhof wurde 1962 von der örtlichen Feuerwehr im Rahmen einer Übung abgebrannt. Über die Bahnstrecke wird eine Bauschuttdeponie der PennOhio Waste LLc. beliefert.

## Lage
Der Ort liegt als Einzelsiedlung bei den Koordinaten 40° 47' 33.85" Nord 80° 32' 9.41" West auf einer Höhe von 261 Metern über dem Meeresspiegel am Zusammenfluss von Bull Creek und North Fork Little Beaver Creek. Die 2,3 km² große Fläche des Gebietes enthält laut United States Census Bureau keinen Anteil an Wasserfläche. In Negley kreuzen sich die Ohio State Routes OH-154 und OH-170.

## Personen
- Derek Wolfe (* 1990), ehem. Footballspieler